# Theridion rubrum
Theridion rubrum är en spindelart som först beskrevs av Eugen von Keyserling 1886.  Theridion rubrum ingår i släktet Theridion och familjen klotspindlar. Inga underarter finns listade i Catalogue of Life.